# Harpactea logunovi
Harpactea logunovi är en spindelart som beskrevs av Peter Mikhailovitch Dunin 1992. Harpactea logunovi ingår i släktet Harpactea och familjen ringögonspindlar. Inga underarter finns listade i Catalogue of Life.